# Riserva naturale Castelvecchio
La riserva naturale di Castelvecchio è un'area naturale protetta situata nella provincia di Siena e istituita nel 1996. La riserva occupa una superficie di 734,00 ettari.
Si trova a pochi chilometri a occidente di San Gimignano comprendendo a sud le rovine di Castelvecchio, importante roccaforte durante il periodo medievale.

## Descrizione
Quasi tutto il territorio considerato ha una natura calcarea, dando origine ad una vegetazione eterogenea: infatti oltre al cerro e alla roverella, compare una macchia mediterranea che porta con sé l'erica multiflora, pianta tipica delle terre calcaree lungo le coste della penisola italiana.
Faggi e aceri montani crescono nelle valli del Botro della Libaia e del Botro di Castelvecchio, torrenti subaffluenti del fiume Elsa.
Nella parte meridionale della riserva affiorano le pareti rocciose su cui campeggiano le rovine di Castelvecchio: esse ospitano nel suolo la Solatopupa juliana, mollusco gasteropode molto diffuso lungo gli affioramenti calcarei di Toscana, Liguria e Lazio, mentre nei cieli di inverno si può scorgere il rarissimo falco pellegrino.
Nelle pianure un tempo coltivate crescono fitti arbusteti che insieme ai pascoli e alle aree agricole esterni alla riserva forniscono cibo alle numerose specie di uccelli che vi cacciano, tra cui il biancone e il codirosso.